# Giovanni Riggi
Giovanni „John the Eagle“ Riggi (* 1. Februar 1925; † 3. August 2015 in Edison, New Jersey) war ein italoamerikanischer Mobster der US-amerikanischen Cosa Nostra und fast 3 Jahrzehnte, bis zu seinem Tod im Jahr 2015, das letzte bekannte Familienoberhaupt der DeCavalcante-Familie, die mit ihrem Hauptsitz aus Elizabeth (New Jersey) agiert.

## Karriere
Schon in den 1940er Jahren, unter der Leitung von Stefano Badami, dem ersten Boss der Organisation aus New Jersey, war Riggi bereits ein hochrangiger Mafioso und Caporegime der Elizabeth-Fraktion.
Im Jahr 1976 wurde der spätere Familienboss Sam DeCavalcante nach einer 7-jährigen Haftstrafe aus dem Gefängnis entlassen und zog sich fortan teilweise aus dem Familiengeschäft zurück. In dieser Zeit ernannte er Giovanni Riggi zum amtierenden Boss der Familie. DeCavalcante trat Anfang der 1980er Jahre zurück und überließ Giovanni „John the Eagle“ Riggi offiziell im Jahr 1982 die Führung.
Unter Riggis Führung wurden enorme Summen aus dem Baugeschäft, der Erpressung, Kreditwucherei und dem illegalen Glücksspiel, sowie auch durch legitimes Einkommen gewonnen. Zudem war er auch jahrelanger Partner der sogenannten International Association of Laborers and Hod Carriers in New Jersy.
Mitte der 1980er Jahre baute Riggi auch eine gute Verbindung zu John Gotti, dem Boss der Gambino-Familie, auf.
Im September des Jahres 1989 wurde Riggi wegen Anstiftung zum Mord und der damit erfolgten Ermordung von Fred Weiss, dem Immobilienentwickler und ehemaligen Journalisten der Staten Island Advance, angeklagt und verurteilt.

## Leitung aus der Haft
Nachdem Riggi inhaftiert worden war, ernannte er 1990 John D’Amato zum amtierenden Boss der Familie. Nur fand man später heraus, dass sich D’Amato an homosexuellen Handlungen beteiligt haben soll, und so wurde er 1992 ermordet.
Riggi leitete weiterhin die Familie aus dem Gefängnis heraus, aber er ernannte Giacomo Amari zum neuen amtierenden Boss. Alles schien wieder geregelt, bis Amari langsam erkrankte und 1997 an Magenkrebs starb. Dies führte zu einem massiven Machtvakuum in der Familie. Einige hochrangige Mitglieder drängten darauf, der nächste Chef der DeCavalcante-Familie zu werden.
Daraufhin rief Riggi ein 3-Mann-Gremium ins Leben, das es in dieser Form bis zum Jahr 2004 gab und gemeinsam die Tagesgeschäfte leitete.
In den Jahren 2005 bis 2007 wurde Riggi durch Joseph Miranda und von da an bis zu seiner Entlassung am 27. November 2012, durch Francesco Guarraci vertreten.
Nach seiner Entlassung lebte Riggi in einem kleinen Haus in Edison (New Jersey). Er starb dort am 3. August 2015 im Alter von 90 Jahren eines natürlichen Todes.